# Dalama, Efeler
Dalama là một thị trấn thuộc huyện Efeler, tỉnh Aydın, Thổ Nhĩ Kỳ. Dân số thời điểm năm 2010 là 1.847 người.